# Comissió Delors II
La Comissió Delors II és la Comissió Europea presidida pel polític francès Jacques Delors, que inicià el seu mandat el 6 de gener de 1989 i el va finalitzar el 31 de desembre de 1992. Delors va ser reelegit per mantenir-se en el càrrec, sent el primer President que ho aconseguia.

## Principals esdeveniments
- 1989: Presentació de l'Informe Delors i Caiguda del Mur de Berlín.
- 1990: Signatura dels Acords de Schengen.
- 1991: La República Democràtica Alemanya i la República Federal Alemanya es reunifiquen i es dissol la URSS.
- 1992: Se signen el Tractat de Maastricht i els acords de l'Espai Econòmic Europeu (EEE).

## Col·legi de Comissaris
La Comissió Delors II va comptar amb 17 comissaris durant tot el mandat, un per cada país de les Comunitats Europees, amb l'excepció de França, Regne Unit, Itàlia, Alemanya i Espanya, que en tenien dos. A diferència de les anteriors Comissions Europees, es van designar dues dones, per part de França i Grècia.
Els partits agrupats a la Confederació dels Partits Socialistes de la Comunitat Europea van tenir 5 representants enfront dels 4 representants de la Federació de Partits Liberals i Demòcrates a Europa i dels 3 representants del Partit Popular Europeu, que es van ampliar fins a 4 amb l'entrada del Partit Popular espanyol a la família europea. A més, sense partit europeu, hi havia el representant del Partit Conservador del Regne Unit, el Partit Republicà de França i el Fianna Fáil d'Irlanda, a més de dos independents.
| Comissió Delors I |                                                 |                                                                                  |          |                                                  |                                                                                      |          |                                                   |                                                                                      |
|                   |                                                 |                                                                                  |          |                                                  |                                                                                      |          |                                                   |                                                                                      |
|                   |                                                 |                                                                                  |          |                                                  |                                                                                      |          |                                                   |                                                                                      |
|                   |                                                 |                                                                                  |          |                                                  |                                                                                      |          |                                                   |                                                                                      |
| Designat          | Designat                                        | Cartera                                                                          | Designat | Designat                                         | Cartera                                                                              | Designat | Designat                                          | Cartera                                                                              |
|                   | · Jacques Delors · França · (UPSCE - PS)        | President                                                                        |          | · Frans Andriessen · Països Baixos · (PPE - CDA) | Vicepresident — Relacions exteriors i política comercial                             |          | · Henning Christophersen · Dinamarca · (LDRE - V) | Vicepresident — Assumptes econòmics i financers i Coordinació dels fons estructurals |
| [ 3 ]             | · Jacques Delors · França · (UPSCE - PS)        | [ 3 ]                                                                            | [ 3 ]    | · Frans Andriessen · Països Baixos · (PPE - CDA) |                                                                                      |          | · Henning Christophersen · Dinamarca · (LDRE - V) |                                                                                      |
|                   | · Leon Brittan · Regne Unit · (CON)             | Vicepresident — Competència i Entitats financeres                                |          | · Manuel Marín · Espanya · (UPSCE - PSOE)        | Vicepresident — Cooperació i Desenvolupament i Pesca                                 |          | · Martin Bangemann · RFA · (LDRE - FDP)           | Vicepresident — Mercat interior i Afers Industrials                                  |
| [ 3 ]             | · Leon Brittan · Regne Unit · (CON)             | [ 3 ]                                                                            | [ 3 ]    | · Manuel Marín · Espanya · (UPSCE - PSOE)        |                                                                                      |          | · Martin Bangemann · RFA · (LDRE - FDP)           |                                                                                      |
|                   | · Filippo Maria Pandolfi · Itàlia · (PPE - DCI) | Vicepresident — Ciència, Recerca, Desenvolupament, Telecomunicacions i Innovació |          | · Christiane Scrivener · França · (PR)           | Comissari — Fiscalitat i Unió duanera                                                |          | · Karel Van Miert · Bèlgica · (LDRE - PVV)        | Comissari — Transport i Protecció del consumidor                                     |
| [ 3 ]             | · Filippo Maria Pandolfi · Itàlia · (PPE - DCI) | [ 3 ]                                                                            | [ 3 ]    | · Christiane Scrivener · França · (PR)           |                                                                                      |          | · Karel Van Miert · Bèlgica · (LDRE - PVV)        |                                                                                      |
|                   | · Bruce Millan · Regne Unit · (UPSCE - Lab)     | Comissari — Política Regional                                                    |          | · António Cardoso · Portugal · (LDRE - PSD)      | Comissari — Energia, Euratom, Petites empreses, Personal i Traducció                 |          | · Abel Matutes · Espanya · (PPE - PP)             | Comissari — Política mediterrània i llatinoamericana                                 |
| [ 3 ]             | · Bruce Millan · Regne Unit · (UPSCE - Lab)     | [ 3 ]                                                                            | [ 3 ]    | · António Cardoso · Portugal · (LDRE - PSD)      |                                                                                      |          | · Abel Matutes · Espanya · (PPE - PP)             |                                                                                      |
|                   | · Jean Dondelinger · Luxemburg · (Independent)  | Comissari — Energia i EUROATOM                                                   |          | · Peter Schmidhuber · RFA · (PPE - CSU)          | Comissari — Pressupost                                                               |          | · Carlo Ripa di Meana · Itàlia · (UPSCE - PSI)    | Comissari — Medi ambient, Seguretat nuclear i Protecció civil                        |
| [ 3 ]             | · Jean Dondelinger · Luxemburg · (Independent)  | [ 3 ]                                                                            | [ 3 ]    | · Peter Schmidhuber · RFA · (PPE - CSU)          |                                                                                      |          | · Carlo Ripa di Meana · Itàlia · (UPSCE - PSI)    |                                                                                      |
|                   | · Ray MacSharry · Irlanda · (FF)                | Comissari — Competència                                                          |          | · Vasso Papandreou · Grècia · (UPSCE - PASOK)    | Comissari — Relacions amb el Parlament, Política Regional i Protecció del Consumidor |          |                                                   |                                                                                      |
| [ 3 ]             | · Ray MacSharry · Irlanda · (FF)                | [ 3 ]                                                                            |          | · Vasso Papandreou · Grècia · (UPSCE - PASOK)    |                                                                                      |          |                                                   |                                                                                      |